# Исток (Прибайкальский район)
Исто́к — посёлок в Прибайкальском районе Бурятии. Входит в сельское поселение «Гремячинское».

## География
Расположен на северо-восточном берегу озера Котокель в 23 км к северо-востоку от Гремячинска, на левом берегу рек Исток (вытекает из Котокеля) и Коточик (левый приток Турки).

## История
На Монастырском острове озера Котокель ещё в XVII веке находились зимовье и часовня.
Основатели села переселенцы-старообрядцы нашли в XVIII в. наиболее пригодное для жилья место на северном берегу озера, поскольку остальная территория была заболоченной и гористой. Точной даты первого поселения людей, от которой можно считать время основания деревни, нет.
С 29 апреля 1714 года Котокель с прилегающими землями принадлежал Свято-Троицкому Селенгинскому монастырю.
Первые сведения о с. Исток относятся к 1756 г. Так, упоминается, что монастырю принадлежали 5 деревень, в том числе, Истокская деревня. Следующее упоминание о селе Исток в архивных источниках относится к 1769 г.
Большую ценность представляют фольклорно-этнографические материалы, собранные в Прибайкалье в 1905 г. А. М. Станиловским. Многие из его записей не были зафиксированы последующими собирателями. Согласно данным сведениям, основателями его являются старообрядцы станицы Доно Читинской области Овчинниковы, Марковцев и Кабанов, которые, перетерпев гонения за веру (выступили против насаждения единоверия), были поселены на необитаемом оз. Котокель. Затем к ним были подселены семейские из Жирима, Тарбагатайской волости, из Бичуры и сибиряки из разных мест. В частности, в 1880-е годы сюда переселились семейские с Чикоя, в 1908 году в Исток были переселены крестьяне из Старой Бичуры.
Великая Отечественная война сильно подорвала демографию села. На фронтах Великой Отечественной войны сражалось 35 селян — 27 из них погибли.
Главным занятием поселенцев в течение столетий было рыболовство. В советское время в посёлке располагался рыболовецкий колхоз им. Ленина. С середины 60-х гг. XX в. в Истоке начинают строиться турбазы.

## Население
| 2002 | 2010 |
| ---- | ---- |
| 147  | ↘142 |

Основателями и первыми жителями Истока были старообрядцы, к которым позже переселились семейские из бичурских и тарбагатайских земель. Таким образом, село Исток стало самым северным поселением семейских.

## Экономика
Туризм, рыболовство, лесозаготовки.